# Tríada con quinta aumentada
| Intervalos desde la Fundamental |
| ------------------------------- |
| Quinta aumentada                |
| Tercera mayor                   |
| Fundamental                     |

Una triada con quinta aumentada es un acorde formado por dos terceras mayores (una quinta aumentada ). El término tríada con quinta aumentada surge de considerar una tríada mayor cuya nota superior (quinta) está aumentada. Cuando se utilizan símbolos de música popular, se indica con el símbolo "+" o "aug". Por ejemplo, la tríada aumentada construida sobre Do, escrita como Do aug (C+), tiene las notas Do–Mi–Sol♯ :
No se admite la reproducción de audio en este navegador. Se puede descargar el archivo de audio.

## Análisis
Mientras que una tríada mayor, como Do–Mi–Sol, contiene una tercera mayor (Do–Mi) y una tercera menor (Mi–Sol), siendo perfecto el intervalo de la quinta (Do–Sol), la tríada aumentada tiene una quinta aumentada, convirtiéndose en Do–Mi–Sol♯ . En otras palabras, la nota superior se eleva un semitono. 

## En música clásica
La tríada con quinta aumentada se diferencia de los otros tipos de tríada (la tríada mayor, la tríada menor y la tríada con quinta disminuida) en que no surge naturalmente en una escala diatónica . Aunque podría conceptualizarse como una tríada construida sobre el tercer grado de una escala menor armónica o escala menor melódica, prácticamente nunca ocurre de esta manera (ya que cualquier acorde en el tercer grado es en sí mismo raro, generalmente siendo una tónica nueva).
Esta rareza hace que la tríada aumentada sea un acorde especial que toca el atonal. Son famosos sus usos para 'suspender' la tonalidad; por ejemplo, en la Sinfonía Fausto de Franz Liszt, en Idilio de Sigfrido de Richard Wagner y en "Walzer" de Arnold Schoenberg ( Fünf Klavierstücke Op. 23 No. 5). Sin embargo, la tríada con quinta aumentada se da en la música tonal, con un significado perfectamente tonal, desde al menos J. S. Bach (ver el primer acorde en el coro de apertura de su cantata Ach Gott, vom Himmel sieh darein, BWV 2) y Joseph Haydn (ver, por ejemplo, el Trío del Cuarteto de Cuerdas de Haydn Op. 54 No. 2). Resulta diatónicamente en modo menor a partir de un acorde de dominante donde la quinta (el segundo grado) es reemplazada por el tercer grado, como anticipación del acorde de resolución. La Sinfonía n.° 9 de Ludwig van Beethoven presenta ese acorde en momentos clave del movimiento lento. La Obertura trágica de Johannes Brahms también destaca el acorde (La–Do♯–Mi♯ ), en alternancia con la dominante regular (La–Do♯–Mi). En este ejemplo, también se puede ver otro aspecto del atractivo del acorde para los compositores: es una 'combinación' del quinto grado y el tercer grado, las tonalidades contrastantes habituales de una pieza en el modo menor.
Con el liderazgo de Franz Schubert (en su Wanderer Fantasie ), los compositores románticos comenzaron a organizar muchas piezas por tercios mayores descendentes, lo que puede verse como una aplicación a gran escala de la tríada con quinta aumentada (aunque probablemente surgió de otras líneas de desarrollo no necesariamente conectado a la tríada con quinta aumentada). Este tipo de organización es común; además de Schubert, se encuentra en la música de Franz Liszt, Nikolái Rimski-Kórsakov, Louis Vierne y Richard Wagner, entre otros.